# Murahy
Murahy (biał. Мурагі, ros. Мураги) – wieś w rejonie rossońskim obwodu witebskiego Białorusi. Wieś należy do sielsowietu horbaczewskiego. 
Wieś szlachecka położona była w końcu XVIII wieku w województwa połockiego.
We wsi urodził się poeta Jan Barszczewski. Wieś pojawia się w jego głównym dziele Szlachcic Zawalnia, czyli Białoruś w fantastycznych opowiadaniach. We wsi znajduje się pomnik poety. Wieś pojawia się także w jednym z wierszy Piatrusia Brouki. 
W 1937 roku NKWD aresztowało pod zarzutem współpracy z polskim wywiadem miejscowego nauczyciela Antoniego Lichadziejewskiego. Został on stracony w następnym roku.